# Costa Rica
Pour les articles homonymes, voir Costa Rica (homonymie) et Rica.
République du Costa Rica
(es) República de Costa Rica
Le Costa Rica (/ˈkos.ta ˈri.ka/ ; litt. « Côte riche »), en forme longue la république du Costa Rica, en espagnol República de Costa Rica, est une république unitaire d'Amérique centrale ayant un régime présidentiel.
Son territoire est entièrement situé sur l'isthme centraméricain, bordé par la mer des Caraïbes à l'est-nord-est et par l'océan Pacifique au sud-ouest. Le Costa Rica est limitrophe, au nord-ouest, du Nicaragua et, au sud-est, du Panama.
Il comprend également l'île Cocos, située dans l'océan Pacifique, à plus de 500 kilomètres des côtes du pays.
Il a pour capitale San José, qui comptait environ 334 000 habitants en 2015 et qui constitue l'agglomération principale du pays.
La langue officielle est l'espagnol et la monnaie le colón. Sa devise est « ¡Vivan siempre el trabajo y la paz! » (« Que vivent pour toujours le travail et la paix ! ») et son drapeau est constitué de cinq bandes horizontales respectivement bleue, blanche, rouge, blanche et bleue. Son hymne est Noble patria, tu hermosa bandera.
Le territoire costaricien est occupé par les Amérindiens dès la Préhistoire avant d'être « découvert » par Christophe Colomb en 1502. Colonisé par les Espagnols du XVIe siècle au XIXe siècle, le Costa Rica acquiert son indépendance en 1821.
Depuis le 1er décembre 1948, le Costa Rica est un pays neutre et est devenu la première nation du monde à avoir constitutionnellement supprimé son armée. Dès lors, le pays se distingue en Amérique centrale par son modèle de développement donnant la priorité à l'éducation, à la santé et à la protection de l'environnement. Il est depuis 2009 classé à la première place mondiale du Happy Planet Index et était en 2012 à la cinquième place de l'indice de performance environnementale grâce à sa politique active de développement des énergies renouvelables (essentiellement hydraulique, mais aussi éolienne et géothermique, qui produisent depuis 2015 la quasi-totalité de son électricité avec par exemple en 2016 une électricité 100 % propre et renouvelables sur plus de 250 jours dans l'année) et de protection de ses ressources naturelles (reforestation, moratoire interdisant l'exploitation pétrolière pendant trois ans en 2011). C'est également le premier pays d'Amérique centrale à avoir légalisé le mariage homosexuel.

## Histoire

### Période précolombienne
Les plus anciennes traces d'occupation humaine au Costa Rica sont associées à l'arrivée de groupes de chasseurs-cueilleurs il y a environ 12 200 ans, avec la découverte dans le canton de Siquirres de 66 établissements humains, où ont été retrouvés des éléments funéraires, des pétroglyphes, des fondations d'habitations, des routes, des outils en pierre et des poteries, datant de la période paléoindienne et correspondant à l'ethnie Cabécar, ce qui en fait le site archéologique le plus ancien d'Amérique centrale. De 10 000 à 7 000 ans avant J.-C., des preuves archéologiques (fabrication d'outils en pierre) ont été trouvées dans la vallée de Turrialba, avec la présence de pointes de lance de type Clovis (Amérique du Nord) et de queue de poisson (Amérique du Sud),. L'agriculture naissante apparaît vers 5000 avant J.-C., principalement basée sur les tubercules et les racines. Au premier et au IIe millénaire av. J.-C., il existait déjà des communautés agricoles sédentaires petites et dispersées. Vers 2000-3000 avant J.-C., la plus ancienne utilisation connue de la céramique apparaît, avec des fragments de pots, de récipients cylindriques, de platones, de tecomates et d'autres formes de récipients, décorés selon des techniques telles que l'incision ou le rainurage, l'estampage et le modelage.
Entre 500 av. J.-C. et 300 apr. J.-C., on est passé d'une organisation tribale à une société caciquale, avec la construction de bases rocheuses, de monticules, de fours, de fosses de stockage et de statues. Le maïs s'est consolidé comme culture principale dans certaines régions, tandis que dans d'autres, il y avait un système mixte, en plus de l'utilisation des ressources côtières (pêche) et de la chasse. Cette période a vu la production et l'utilisation d'artefacts en jade et autres pierres vertes, de métates cérémoniels, d'embouts en pierre pour les cannes et de céramiques spéciales, ainsi que l'utilisation d'objets métalliques (cuivre et or). Les métates tripodes à panneaux suspendus sont une manifestation exceptionnelle et unique de l'art précolombien costaricien, décorés d'éléments animaux et humains. Leur fabrication a commencé à la fin de cette période (0-500 av. J.-C.). Entre 300 et 800 apr. J.-C., les premières chefferies complexes sont apparues, avec la présence de grands villages et de travaux d'infrastructure (fondations, chaussées et tumulus funéraires). On observe une hiérarchisation des établissements, avec des villages principaux et des établissements secondaires, la formation de lignées de pouvoir héréditaires et la spécialisation du travail, avec l'apparition d'un chef dans le village principal et de chefs secondaires dans les villages subordonnés.
De l'an 800 à l'arrivée des Espagnols au XVIe siècle, on assiste à une augmentation de la taille et de la complexité de l'aménagement interne des villages, et les différences régionales s'accentuent. La présence de nombreux cimetières, simples ou complexes, d'infrastructures massives, la diversité des biens domestiques et somptuaires, le développement de l'orfèvrerie, les échanges régionaux et les conflits entre chefferies pour les territoires et les ressources sont des éléments caractéristiques de cette période. La hiérarchie sociale comprend des individus principaux tels que le cacique et le chaman, et le peuple commun formé d'artisans et d'agriculteurs. L'or a remplacé le jade comme symbole de rang, en particulier dans les régions du Centre et du Diquis. Dans la région de la vallée du Diquis, les sphères de pierre caractéristiques de la région sont fabriquées dans le delta des rivières Térraba et Sierpe, et on suppose qu'elles ont été utilisées comme symbole de rang et comme marqueurs territoriaux. D'autres œuvres en pierre comprennent des figures en vrac de forme humaine ou animale, des métates en forme de jaguar et des statues anthropomorphes. Les régions méridionales et atlantiques du pays ont subi une influence sud-américaine (es), en raison de la présence de groupes parlant des langues chibcha. L'actuelle province de Guanacaste est devenue la frontière sud de la Mésoamérique avec l'arrivée des Chorotegas entre 900 et 1000 après J.-C. Les établissements humains du Costa Rica préhispanique ont servi de pont culturel entre le sud et le nord du continent, et l'orfèvrerie et l'artisanat de l'argile polychrome se sont largement développés et ont produit de magnifiques résultats.

### Exploration et conquête -16esiècle

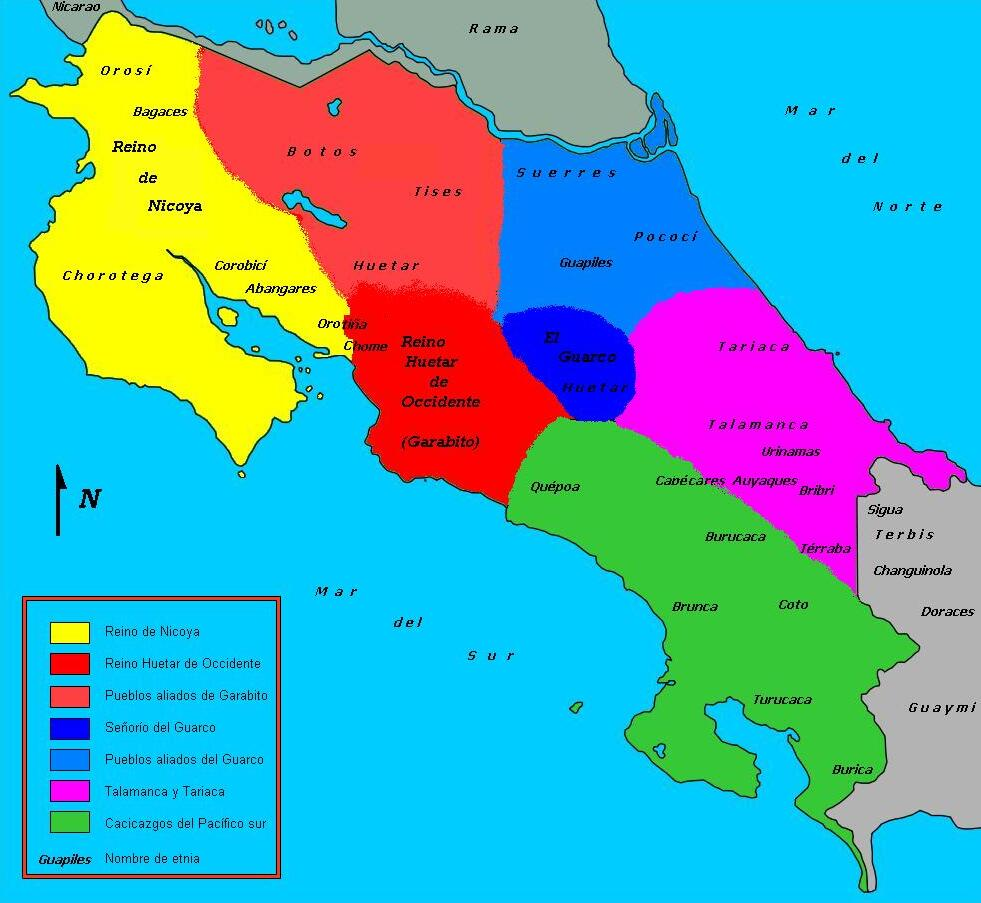
Carte des sociétés indigènes du Costa Rica du XVIe siècle à l'arrivée des Espagnols (1502).

Christophe Colomb arriva sur la côte atlantique du Costa Rica le 25 septembre 1502, lors de son quatrième voyage, et visita l'île Uvita (appelée Quiribrí par les Indiens et baptisée La Huerta par Colomb) et la ville de Cariay. Selon les journaux de Colomb, il y avait beaucoup d'or sur le territoire, ce qui incita les aventuriers à entreprendre d'autres explorations et servit de pôle d'attraction pour les colonisateurs. Les premières expéditions de Diego de Nicuesa et d'Alonso de Ojeda sur la côte atlantique sont suivies par celle de Vasco Núñez de Balboa, qui découvre l'océan Pacifique en 1513 après avoir traversé l'isthme de Panama. En 1519, Gaspar de Espinosa, Juan de Castañeda, Alonso Martín de Don Benito et Hernán Ponce de León découvrent le golfe Dulce et le golfe de Nicoya. Gil González Dávila longe la côte pacifique du Costa Rica, arrive à Nicoya et continue jusqu'au Nicaragua, où il est richement honoré par le cacique Nicarao.
Les richesses trouvées par González Dávila incitèrent le gouverneur du Panama, Pedrarias Dávila, à envoyer une mission sous le commandement de Francisco Hernández de Córdoba qui, longeant la côte pacifique, débarqua à la rivière Grande de Tárcoles et fonda la Ville de Bruselas en 1524, premier établissement hispanique sur le territoire costaricien. En 1534, Felipe Gutiérrez obtient l'autorisation de conquérir le gouvernorat de Veragua et en 1538, Hernán Sánchez de Badajoz devient adelantado et maréchal du Costa Rica, fonde la ville éphémère de Badajoz à Talamanca et le port de San Marcos. En 1540, Diego de Gutiérrez longe la côte caraïbe jusqu'au fleuve San Juan. Il fonde les villes de Santiago et de San Francisco sur le territoire de Cartago. Il captura ensuite les caciques Camaquiri et Cocorí pour demander une récompense (bien qu'il ait été bien accueilli par les indigènes), et après avoir pénétré dans les plaines de Santa Clara pour se rendre dans la Cordillère centrale, il tomba dans une embuscade et mourut. Après cela, il n'y eut plus d'expéditions dans le pays pendant dix ans.
En janvier 1561, Juan de Cavallón traversa Nicoya et pénétra dans la vallée centrale, où il fonda Castillo de Garcimuñoz, la première colonie de la vallée centrale. Juan de Cavallón est considéré comme le premier conquistador ibérique du Costa Rica, bien qu'il n'ait pas pu exercer un contrôle absolu sur la population indigène et qu'il ait dû lutter contre le cacique Garabito, roi des Huetares, pour obtenir des provisions,. Le royaume de Garabito s'étendait de la rivière Virilla à la côte Pacifique (Jacó et Tilarán) et de la Cordillère centrale volcanique à la rivière San Juan, et son influence dans le pays était énorme, même parmi ses ennemis les Chorotegas, qui contrôlaient Nicoya. Garabito, symbole de la résistance Huetar, n'affrontait pas ouvertement les Espagnols, mais utilisait des tactiques de guérilla, avec des embuscades et des incursions rapides dans les camps et les villes espagnoles.

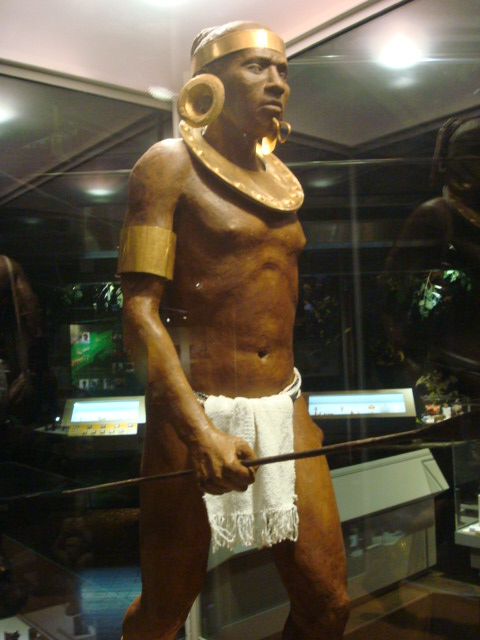
Guerrier Coctú avec des objets en or. Musée de l'or précolombien, San José.

Dulcehe était une princesse du royaume indigène de Quépo, situé dans l'actuel Costa Rica. Elle était la sœur du roi Corrohore. En 1563, elle fut enlevée par une nation ennemie, les Coctú. Lorsque Juan Vázquez de Coronado arriva à Quepo, il conclut une alliance avec Corrohore. Sur la base de cette alliance, les Espagnols attaquèrent la forteresse palenque où les Coctus retenaient Dulcehe captive et réussirent à les vaincre et à délivrer la princesse,.
En 1562, Juan Vázquez de Coronado parcourut les quatre côtés du territoire costaricien et participa à deux expéditions, la première pénétrant dans le Nicoya depuis le Nicaragua, jusqu'à Garcimuñoz, puis Quépos et Coctú, dans le Pacifique central. Il est nommé alcalde mayor du Costa Rica et de Nueva Cartago cette année-là. Lors de la seconde expédition, il part de l'embouchure de la rivière Grande de Térraba jusqu'à la cordillère de Talamanca, atteint les plaines des Caraïbes puis Garcimuñoz, qu'il déplace dans la vallée de El Guarco en 1564 et rebaptise Cartago. Vázquez de Coronado est connu comme le véritable conquistador du Costa Rica en raison du rôle pacificateur qu'il a joué aux côtés des indigènes, gagnant leur confiance et leur adhésion, utilisant le dialogue au lieu de la violence et établissant l'amitié entre Espagnols et aborigènes, en plus d'être celui qui avait la plus grande connaissance du territoire costaricien. Plus tard, il a été nommé gouverneur et adelantado de la province du Costa Rica, mais il n'a pas assumé le poste lorsqu'il est mort dans le naufrage de son navire en 1565. En son absence, les soldats espagnols commencèrent à réprimer les indigènes, qui se soulevèrent dans tout le pays et assiégèrent Cartago en 1566, si bien qu'un nouveau gouverneur fut nommé, Perafán de Rivera, qui libéra Cartago en 1568 et, un an plus tard, soumit les indigènes à l'encomienda et distribua les terres entre les conquérants, marquant ainsi le début de la période coloniale.

### Période de la vice-royauté (1573-1821)

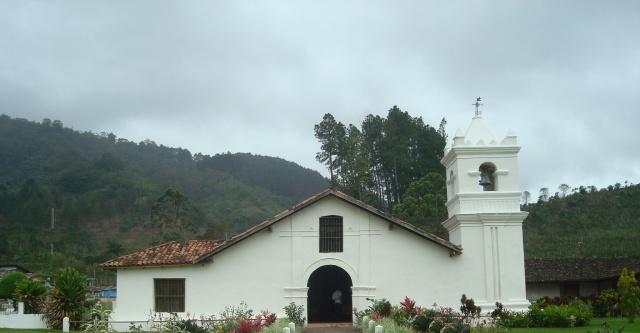
Église Saint-Joseph d'Orosi achevée en 1743.

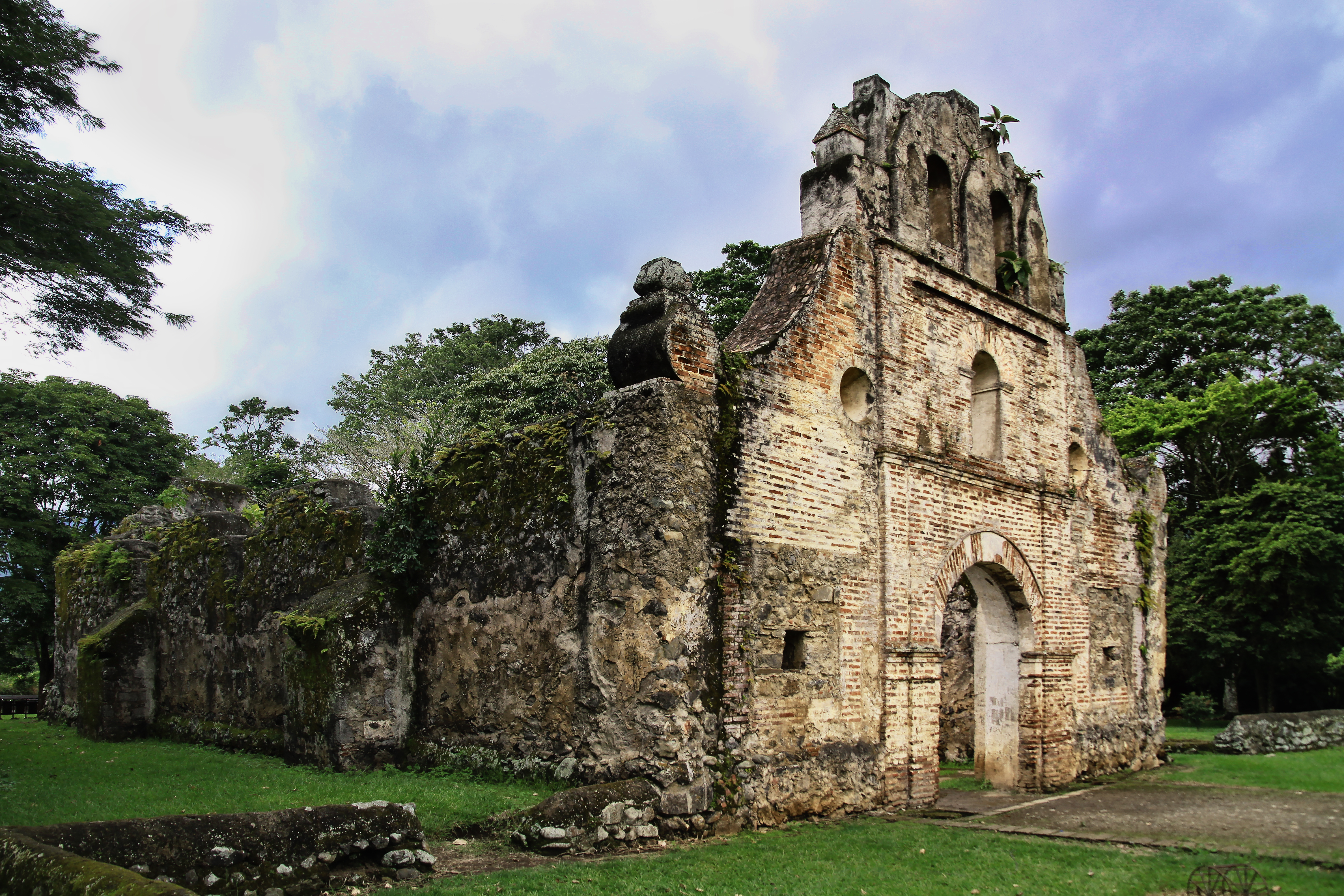
Ruines de l'Église de l'Immaculée-Conception d'Ujarrás construit entre 1686 et 1693.

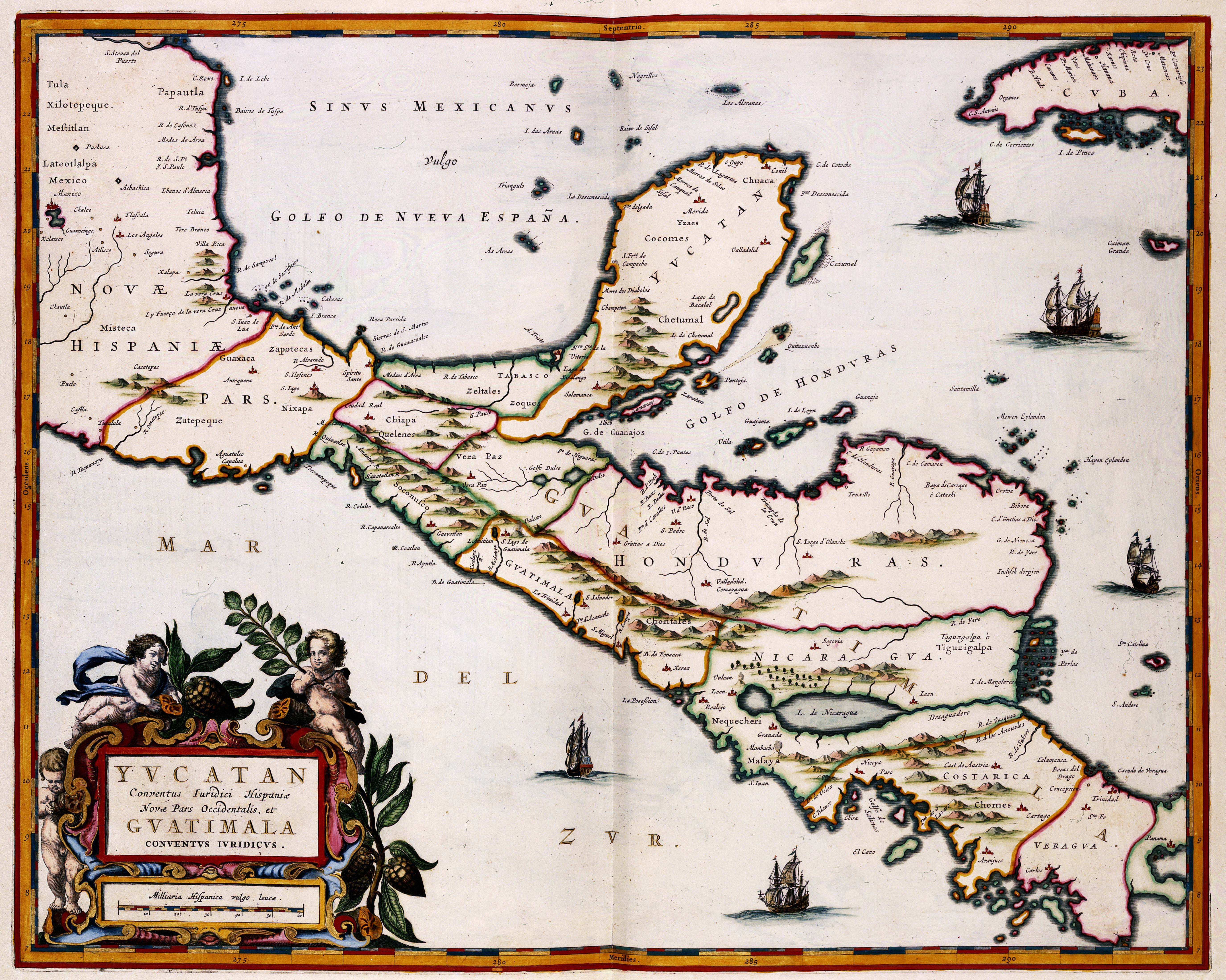
La province du Costa Rica en 1662.

Depuis 1574, le Costa Rica était la dépendance la plus méridionale de la capitainerie générale du Guatemala, qui faisait partie de la vice-royauté de la Nouvelle-Espagne, situation qu'il a conservée jusqu'à son indépendance. Son éloignement de la ville de Guatemala, le faible nombre de fonctionnaires et de représentants de l'Église, ainsi que l'absence de richesses agricoles et minières, lui ont valu d'être complètement abandonné par les autorités espagnoles, ce qui lui a permis de se développer avec beaucoup plus d'autonomie que les autres provinces d'Amérique centrale. L'intérêt relatif porté par les colonisateurs ibériques à cette région a modifié certaines situations caractéristiques d'autres nations, conférant au Costa Rica certaines particularités. Certains chercheurs affirment qu'une partie de l'idiosyncrasie nationale s'est formée à l'époque vice-royale, où les privations matérielles étaient communes à tous et où, en l'absence d'une forte main-d'œuvre indigène et africaine, tant le gouverneur provincial que les paysans les plus humbles, les esclaves et les Amérindiens, devaient veiller à leur propre subsistance et à celle de leur famille, créant ainsi une société plus égalitaire et moins marquée par le système des castes. D'autres études montrent qu'au Costa Rica colonial, et surtout à partir du XVIIe siècle, une différenciation sociale marquée s'est installée, avec une élite commerciale et terrienne qui contrôlait à sa guise les rouages de l'économie et de la politique intérieure.
Afin de concentrer une population de plus en plus dispersée, les autorités civiles et ecclésiastiques ont ordonné la fondation d'églises, d'oratoires et de paroisses dans la vallée centrale: Villa Vieja (1707, aujourd'hui Heredia) ; Villa Nueva de la Boca del Monte (1738, aujourd'hui San José); Villa Hermosa (1782, aujourd'hui Alajuela). Dans le Pacifique, Esparza était la ville la plus importante, qui s'est dépeuplée à la suite des attaques de pirates, si bien que de nombreuses personnes se sont déplacées vers la vallée de Bagaces, donnant naissance à la population de Cañas en 1751. Vers la seconde moitié du XVIIIe siècle, le port de Puntarenas a commencé à s'activer, principalement pour le commerce du tabac, mais il n'a été officiellement déclaré port qu'en 1814. À Nicoya, l'activité bovine avec le Nicaragua a permis une forte influence de cette province dans toute la région jusqu'à la vallée du Tempisque, qui avait cependant une population dispersée, de sorte qu'en 1769, un ermitage a été fondé à un carrefour important, qui a donné naissance à la ville de Liberia.
En 1812, alors que Tomás de Acosta y Hurtado de Mendoza était gouverneur, le presbytre Florencio del Castillo fut nommé député aux Cortes de Cadix pour la province du Costa Rica et le Partido de Nicoya, en raison de la faible population des deux dépendances qui ne permettait pas de nommer un représentant pour chacune d'entre elles. Au cours de cette période, le café a été introduit dans la vallée centrale, ce qui allait être vital pour le développement futur de l'État après l'indépendance.

### Indépendance et période fédérale
C'est en 1821 que le Costa Rica obtient son indépendance et devient membre de la République fédérale d'Amérique centrale, jusqu'à la dissolution de cette dernière en 1839.
En 1843, le modèle économique devient le modèle agro-exportateur en misant sur deux produits, le café et la banane. Ce modèle implique que de nombreux produits, notamment ceux nécessitant une technologie élaborée, soient importés.

### République
En 1869, l'enseignement devient obligatoire et gratuit. Le ministre de l'Éducation de l'époque lutte alors pour la démocratisation du système. Selon ses idéaux, chacun doit pouvoir lire, écrire et compter. En 1882, la peine de mort est abolie.
Le processus de démocratisation commence à la fin du XIXe siècle. le président Bernardo Soto Alfaro organise en 1889 les premières élections. Il est battu et doit se retirer sous la pression de la rue. Toutefois, lorsque le président Alfredo González Flores propose en 1917 un système d'impôt progressif, il est renversé par les cafetaleros qui instituent la dictature de Federico Tinoco. Celui-ci établit un régime dictatorial, supprime toute liberté de critique à la presse et exerce une répression contre l'opposition. Il augmente les effectifs de l'armée et de la police, qui traque les opposants. Son régime est soutenu financièrement et politiquement (par des activités de lobbying aux États-Unis) par la United Fruit Company, qui, en retour, bénéficie de concessions avantageuses. La corruption s'étend, les milieux d'affaires étant directement liés au frère du président, José Joaquín, qui est une éminence grise du régime. Abandonné par les États-Unis et très impopulaire, il est renversé par des manifestations initiées par les mouvements de femmes et d'étudiants.
Le Costa Rica est frappé par la Grande dépression des années 1930 qui entraine la chute des prix des produits d’exportation, la montée du chômage et une paupérisation agricole. Des luttes sociales s’ensuivent, le Parti communiste est fondé en 1932. Sous sa pression, le gouvernement normalise la journée de travail, crée un organe de négociation, fixe un salaire minimum, reconnait des associations ouvrières, etc. Plus tard, les « ligas campesinas », composées de petits propriétaires réformistes, portent les revendications au niveau politique et obtiennent la baisse des impôts et la création de la Fédération des travailleurs ruraux, mais ces mouvements sont rapidement écrasés par la répression.
En 1948, le pays est secoué par une guerre civile, déclenchée à cause de la non-reconnaissance par le chef d'État Teodoro Picado Michalski de la victoire électorale d'Otilio Ulate Blanco. La guerre civile fera près de 2 000 morts. Le Parti communiste et tous les syndicats sont interdits, et les avancées sociales antérieures sont annulées.

### Seconde République
En 1949, la Seconde République est proclamée à la suite du renversement du président Teodoro Picado par une junte militaire dirigée par les libéraux. L'armée est alors supprimée et des élections libres sont organisées par les libéraux. Le pays devient ainsi l'un des rares États à ne pas avoir d'armée,.
Dans les années 1980, le pays traverse une grave crise économique. Avec une dette extérieure de plus de 3 milliards de dollars, il est l’un des pays les plus endettés au monde par habitant. Le chômage touche environ 10 % de la population active, et le produit national brut enregistre en 1982 une nouvelle baisse de près de 5 %.
C'est en 2020 le premier pays d'Amérique centrale à légaliser le mariage homosexuel,.

## Géographie

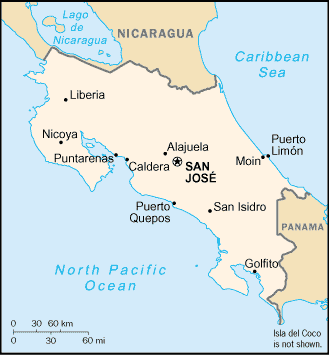
Carte du Costa Rica.

### Localisation et frontières
Situé sur l'isthme reliant l'Amérique du Sud à l'Amérique du Nord, le Costa Rica est constitué d'une mince bande de terre de 200 km de largeur moyenne, qui sépare la mer des Caraïbes à l'est-nord-est, de l'océan Pacifique au sud-ouest. La frontière nord du pays borde le Nicaragua sur 309 km, et celle du sud-est le Panama sur 330 km. La capitale, San José, se situe au centre du pays.
Ce pays possède 1 290 km de côtes, dont de vastes plaines qui bordent la mer des Caraïbes, sur presque un tiers du pays, et de plus étroites et plus découpées sur les côtes du Pacifique. Le principal fleuve du Costa Rica est le San Juan (230 km) qui délimite au nord une partie de la frontière avec le Nicaragua.
Le Costa Rica se prolonge également dans l'océan Pacifique par un petit bout de terre inhabité, l'île Cocos, située à 550 kilomètres au sud-ouest de sa côte occidentale, dans la direction de l'île Isabela (appartenant à la république d'Équateur).

### Géologie et topographie

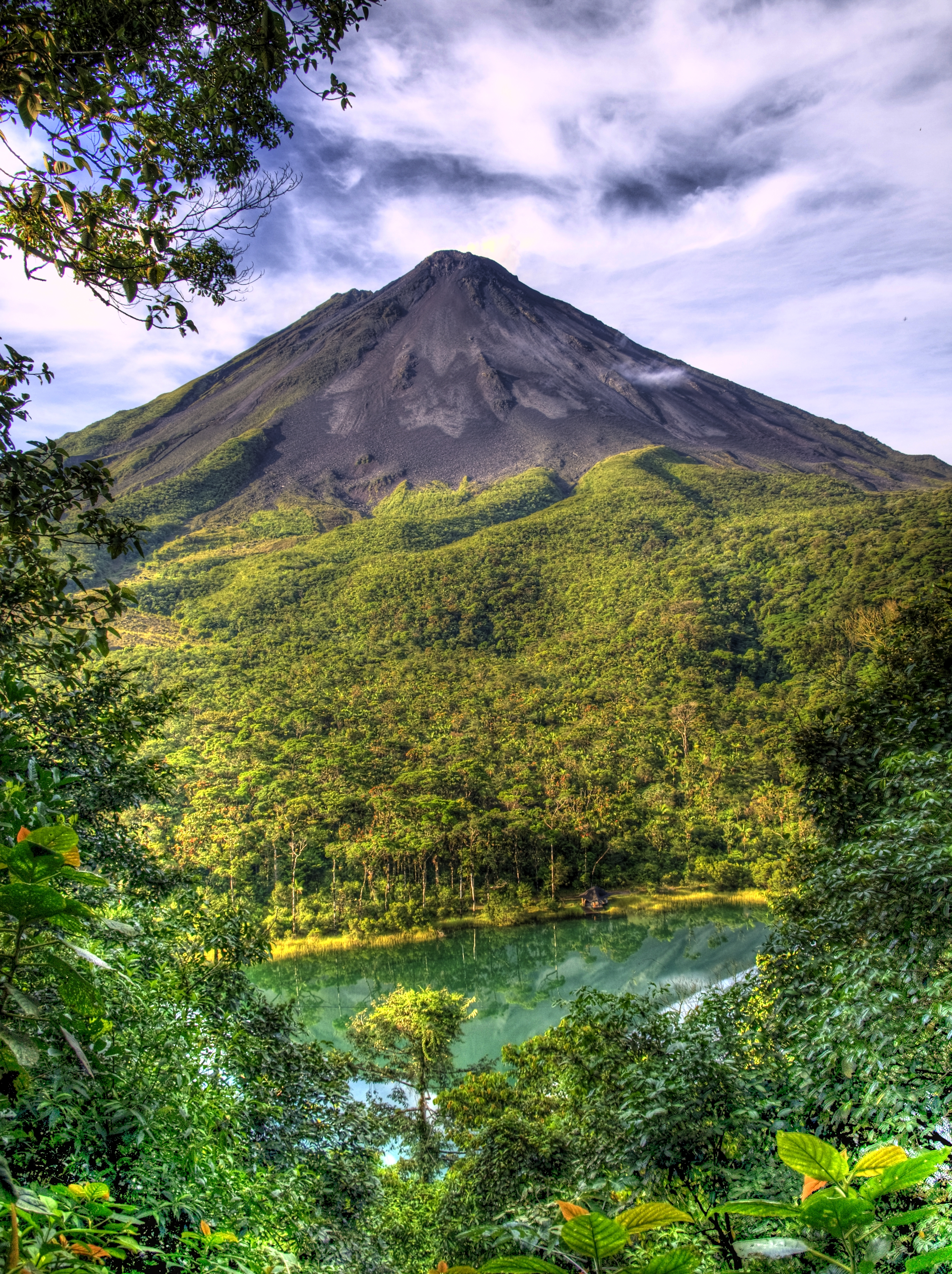
Parc national Volcán Arenal.

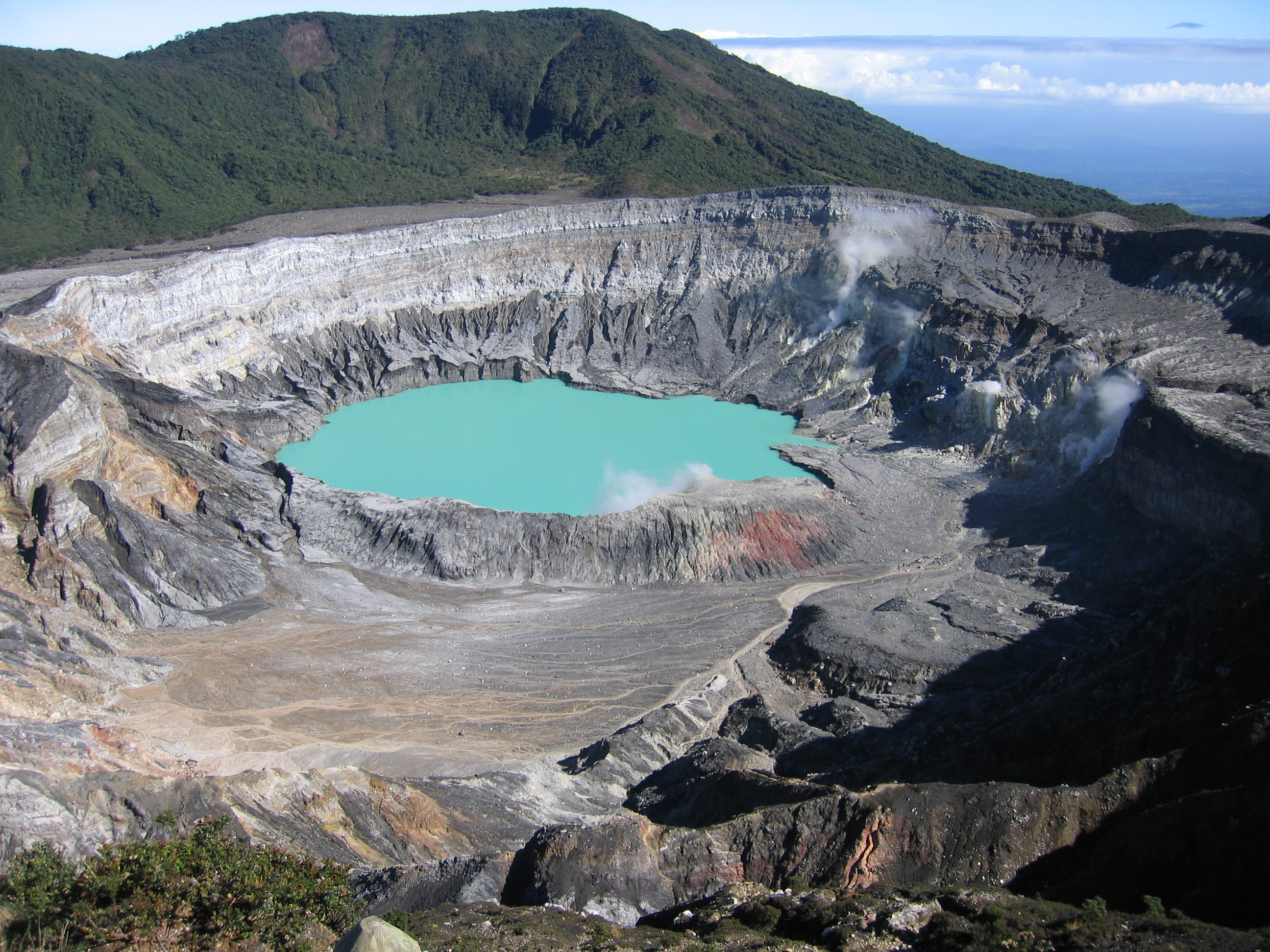
Parc national Volcán Poás.

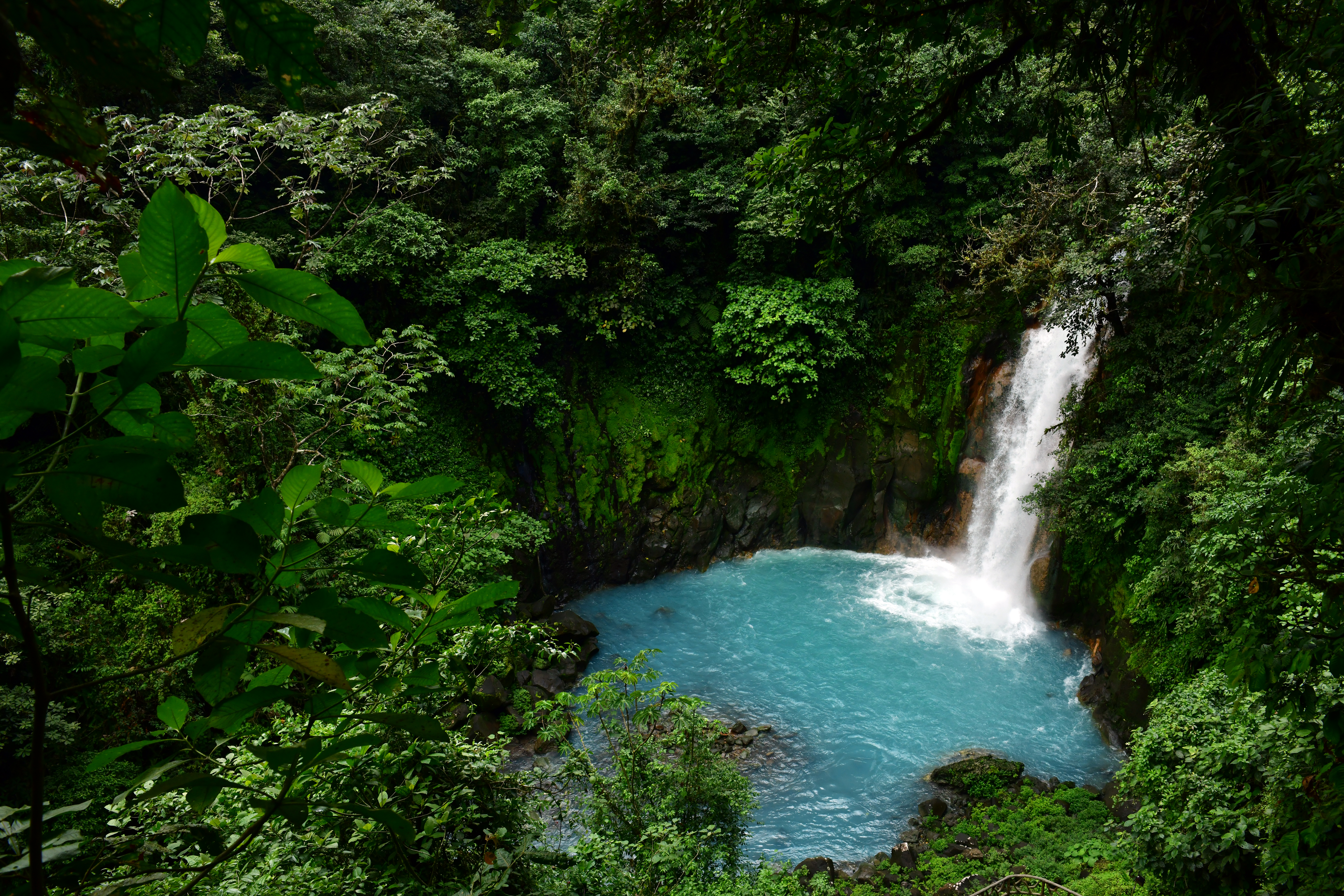
Chute d'eau dans le Parc national Volcán Tenorio.

Le Costa Rica est un pays très montagneux et la majeure partie du territoire est formée par des altitudes comprises entre 900 m et 1 800 m au-dessus du niveau de la mer. Il existe quatre chaînes de montagnes principales: la chaîne volcanique de Guanacaste, la chaîne minière de Tilarán, la chaîne volcanique centrale et la chaîne de Talamanca. Il existe également quatre chaînes de montagnes secondaires : La cordillère de Nicoya située dans la province de Guanacaste; la cordillère Brunqueña ou cordillère côtière qui longe la province de Puntarenas parallèlement à la côte ; et la cordillère d'Osa, dans le Pacifique Sud, une série de montagnes qui s'étendent jusqu'au Panama, dont les altitudes varient entre 600 m et 1 500 m. Le point culminant du pays est le Cerro Chirripó (3 820 m), cinquième sommet d'Amérique centrale. Le volcan le plus élevé est le volcan Irazú (3 432 m). Le pays compte plus de 200 volcans, dont la plupart ont moins de 3 millions d'années, dont cinq sont actifs: Irazú, Poás, Arenal, Rincón de la Vieja et Turrialba. Les cycles éruptifs les plus importants de l'histoire ont été menés par l'Irazú (1963-1965), l'Arenal (1968-2010), le Turrialba (2014-2019) et le Poás (2016-2019). Le Costa Rica est un pays fortement sismique: la plupart des tremblements de terre sont produits par l'interaction des plaques Cocos et Caraïbe, en plus des failles locales. Parmi les tremblements de terre qui ont eu le plus d'impact, citons : Séisme de Santa Monica ou Cartago (1910), Alajuela (1990), Limón (1991), Parrita (2004), Cinchona (2009) et Nicoya (2012).
L'axe montagneux central du pays produit des zones basses vers le nord des Caraïbes et le Pacifique, issues de l'accumulation de matériaux sédimentaires. Les plaines du nord et des Caraïbes sont les plus étendues. Elles sont traversées par de longs fleuves au cours rapide qui forment des méandres. Ils portent des noms différents selon la région: Guatusos, San Carlos, Sarapiquí, Tortuguero, Santa Clara, Pacuare, Matina et Estrella, ainsi que les vallées de Sixaola et Talamanca. La plaine côtière des Caraïbes a une faible altitude et est partiellement recouverte de forêts tropicales humides. Ses sols sont utilisés pour les plantations de bananes et de cacao, ainsi que pour l'élevage de bovins de boucherie et de vaches laitières. Le canal de Tortuguero, long de 112 km, relie Moín à la frontière nicaraguayenne. Dans le Pacifique nord, la plus grande plaine, connue sous le nom de pampa, se trouve à Guanacaste, où elle fait 75 km de large. Dans le Pacifique central, la plaine se rétrécit en raison de la présence du rift de Brunqueña, et s'élargit à nouveau à 50 km dans le Pacifique sud. La pampa du Guanacaste s'étend du plateau de Santa Rosa au golfe de Nicoya et se compose de plaines alluviales et de manteaux de cendres volcaniques. La bande centrale présente deux terrasses marines, interrompues par quelques collines ne dépassant pas 100 m d'altitude. La vallée de la Parrita s'étend jusqu'à Punta Uvita et est formée de matériaux sédimentaires et volcaniques provenant de la chaîne de montagnes de Talamanca. Le Pacifique sud possède une plaine péninsulaire à Osa, en plus des vallées de Diquís et de Coto Brus, formées par des matériaux marins, fluviaux et volcaniques. Les terres du Pacifique sont propices à l'agriculture, disposent d'une plus grande infrastructure touristique et la plupart des activités de pêche du pays sont développées sur ses côtes.
Au centre du pays se trouve la vallée centrale, un plateau tectonique caractérisé par sa fertilité et l'abondance de ses sources d'eau. Entourée de montagnes et de volcans, elle jouit d'un climat très agréable et la majeure partie de la population du pays y vit, soit environ 60 % des habitants. La seule province qui n'est pas limitrophe de la province de San José est la province de Guanacaste.
Le Costa Rica compte de nombreuses îles. Dans les Caraïbes, les îles fluviales se distinguent, comme l'île Calero, qui est aussi la plus grande île du pays avec 151,6 km2. Une autre île importante des Caraïbes est l'île Uvita, située en face du port de Limón. Dans l'océan Pacifique, on trouve les îles de l'archipel du golfe de Nicoya, dont beaucoup sont habitées (Chira, Venado, Caballo), importantes pour le tourisme (San Lucas, Tortuga) et d'autres qui constituent des réserves biologiques (Guayabo, Pájaros, Negritos). Dans la baie Salinas, il y a l'île Bolaños, qui est également un refuge pour la faune et la flore. Dans le Pacifique Sud, l'île del Caño a une importance écologique et archéologique. L'île Cocos (24 km2) est l'île du Costa Rica la plus connue au niveau international. Située dans l'océan Pacifique, à 500 km du port de Puntarenas, elle se distingue par son éloignement du plateau continental. Elle est d'une grande importance pour sa biodiversité et a été déclarée site du patrimoine mondial.
Environ 25 % du territoire national est protégé par le SINAC (Système national des aires de conservation), qui supervise toutes les zones protégées du pays. Le Costa Rica possède l'une des plus fortes densités d'espèces sauvages au monde. Sur 166 zones protégées, SINAC englobe 62 zones bordant une section marine, couvrant 50 % du littoral du pays.
Dans la plaine élevée centrale (Meseta Central) du secteur de la cordillère, le Costa Rica est densément peuplé avec San José, Alajuela, Cartago et Heredia, quelques-unes des plus grandes villes du pays. Puerto Limón, sur la côte des Caraïbes, est le port le plus important du pays. San José, la capitale, compte 2 millions d'habitants avec sa grande banlieue.

### Hydrographie

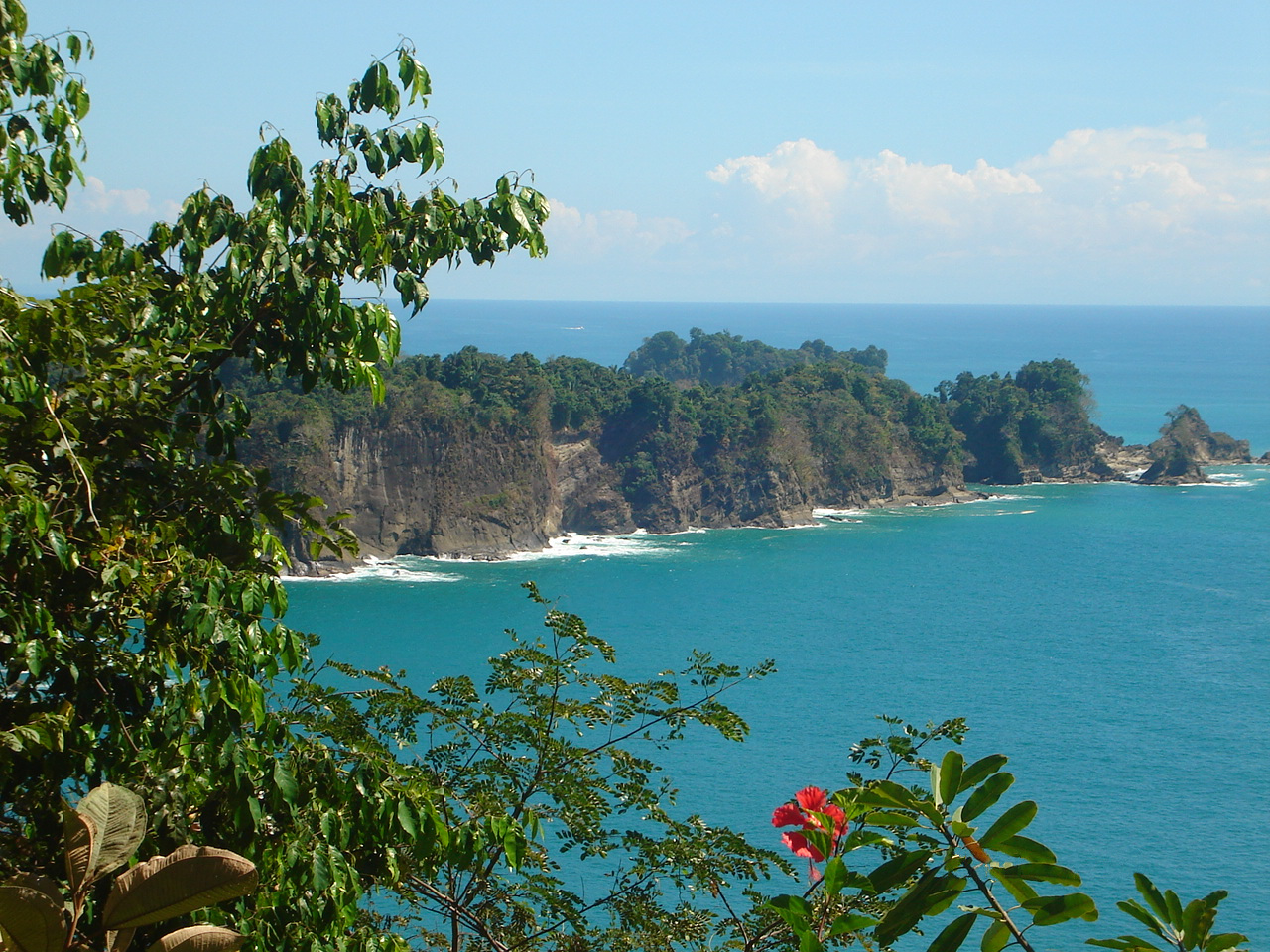
Parc national Manuel Antonio.

Le Costa Rica possède un vaste réseau hydrographique réparti sur trois versants, naturellement délimités par le système montagneux du pays, et classés selon leur embouchure en versant nord, versant caraïbe et versant pacifique.
Les rivières qui forment le versant nord se jettent dans le lac Nicaragua ou le fleuve San Juan, sont généralement courtes et ont un régime torrentiel. Certains d'entre eux prennent leur source dans les contreforts des volcans. Les rivières les plus importantes de ce versant sont : Sapoá (32 km), Frío (70 km), Haciendas et San Carlos (125 km). Les rivières Tenorio, Arenal, Coto et La Muerte se rejoignent pour former le système hydrographique qui baigne les plaines de San Carlos et Los Guatusos. L'autre réseau hydrographique de ce versant est formé par les rivières Sucio, Toro, Toro Amarillo, Blanco et Cuarto, qui se rejoignent pour former la rivière Sarapiquí (103 km), navigable sur plus de la moitié de son parcours.
Les rivières du versant caraïbe ont un débit constant tout au long de l'année, lié à l'abondance des précipitations dans la région atlantique. La plus importante est la Reventazón (110 km), la deuxième plus longue rivière du pays et celle qui a la plus grande capacité de production d'énergie hydroélectrique d'Amérique centrale. Avec la rivière Parismina (92 km), elle forme le troisième plus grand bassin fluvial du pays. La rivière Sixaola (76 km) forme une frontière naturelle avec le Panama, prend sa source dans les contreforts de la chaîne montagneuse de Talamanca et est navigable. Les autres rivières sont le Colorado (navigable), le Chirripó Norte (96 km), le Tortuguero (85 km), le Pacuare (133 km), le Jiménez, le Matina et le Chirripó Atlántico (92 km), le Moín, le Limón, le Banano, le Bananito et le La Estrella (52 km).
Les rivières du versant pacifique sont généralement calmes, avec un débit moins torrentiel, né sur les pentes des volcans. Le fleuve le plus important est le Tempisque, d'une longueur de 144 km, qui est navigable et forme un grand système hydrographique composé de rivières telles que Liberia, Bolsón, Salto, Potrero, Piedras Blancas, Tenorio, Corobicí, Cañas et Lajas, qui irriguent l'importante région agricole de Guanacaste. Dans la péninsule de Nicoya, les rivières Morote, Nosara, Lajas et Bongo se distinguent.
Dans la région du Pacifique central se trouvent les fleuves Jesús María et Grande de Tárcoles, dont les eaux proviennent de la vallée centrale occidentale ; ses affluents sont les fleuves Grande et Virilla, dont les bassins se trouvent dans les provinces de San José, Heredia et Alajuela. Le bassin de la rivière Grande de Tárcoles (111 km) est très important pour le pays, car il fournit toute la richesse de ses ressources naturelles. Il a une superficie de 2 121 km2, une pluviométrie de 2 456 mm et un débit de 48 litres par seconde et par km2. Les rivières Guacimal, Abangares, Aranjuez et Barranca prennent leur source dans la cordillère de Tilarán et leur débit diminue pendant la saison sèche.
Les fleuves Jesús María et Grande de Tárcoles sont situés dans la région du Pacifique central, dont les eaux proviennent de la vallée centrale occidentale ; leurs affluents sont les rivières Grande et Virilla, dont les bassins se trouvent dans les provinces de San José, Heredia et Alajuela. Le bassin de la rivière Grande de Tárcoles (111 km) est très important pour le pays, car il fournit toute la richesse de ses ressources naturelles. Il a une superficie de 2 121 km2, une pluviométrie de 2 456 mm et un débit de 48 litres par seconde et par km2. Les rivières Guacimal, Abangares, Aranjuez et Barranca prennent leur source dans la cordillère de Tilarán et leur débit diminue pendant la saison sèche.
Les rivières Parrita ou Pirrís (82 km), Naranjo et Savegre se jettent dans le Pacifique sud du pays. Le fleuve Grande de Térraba (ou Díquis, son nom aborigène), formé par les fleuves General et Coto Brus, est le plus long (186 km) et le plus grand fleuve du pays. Il n'est navigable que dans sa partie inférieure (22 km), lorsqu'il traverse une vaste zone plantée de palmiers africains. Il traverse un vaste delta couvert de mangroves et se jette dans la baie de Coronado.
La côte Pacifique est la plus ouverte au tourisme balnéaire avec de nombreuses stations prisées par les riches Californiens (Tamarindo, Puntarenas, Quépos) et par les surfeurs en quête de vagues sensationnelles (Ollie's Point et Playa Grande au nord de Tamarindo, Jaco et Playa Hermosa dans la région de Puntarenas).

### Climat
Le climat du Costa Rica est marqué par une saison sèche (décembre à avril) et une saison des pluies (avril à novembre). Le Costa Rica est situé dans la zone intertropicale (entre 8 et 11° de latitude nord). Toutefois, d'un endroit à un autre, les précipitations diffèrent considérablement : les précipitations à San José sont de 1 867 mm par an, alors qu'à Puerto Limón (sur la côte caraïbe), il tombe 3 518 mm de pluie par an. Le pays jouit ainsi d'un climat tropical où quatre zones climatiques sont à distinguer :
- basses terres humides (côte Caraïbes et sud de la côte Pacifique) caractérisées par une quasi-absence de saison sèche ;
- basses terres avec saison sèche (Guanacaste et une partie de la province de Puntarenas) ;
- vallée centrale où le climat est plus tempéré (de 20 à 25 °C) et où se concentre 53 % de la population très urbanisée ;
- climat montagneux qui se rencontre au-dessus de 1 500 m[48].

| Liberia | Puntarenas | San José | Puerto Limón |
| ------- | ---------- | -------- | ------------ |
| Liberia | Puntarenas | San José | Limon        |

### Faune et flore

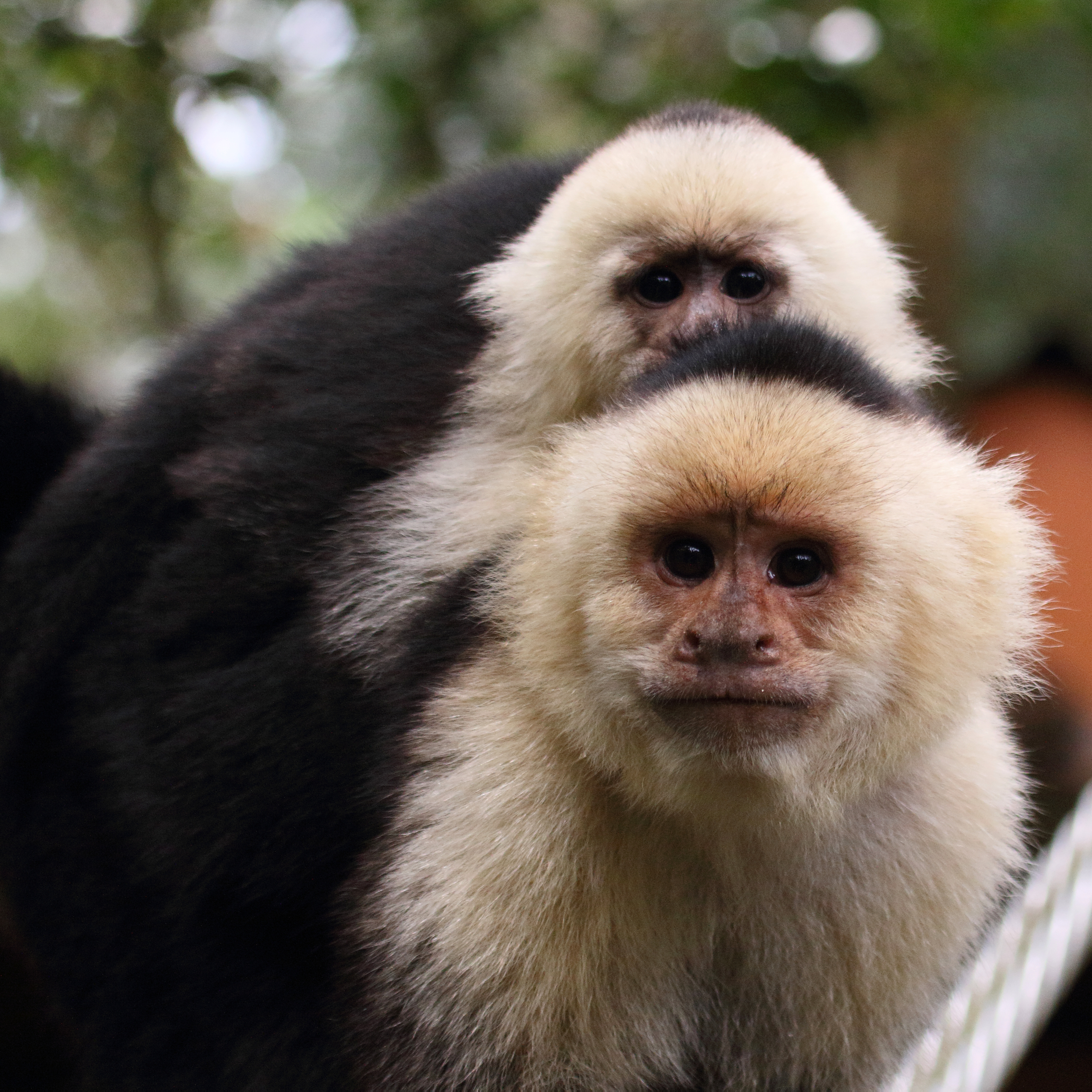
Singes capucins dans le parc national Manuel Antonio.

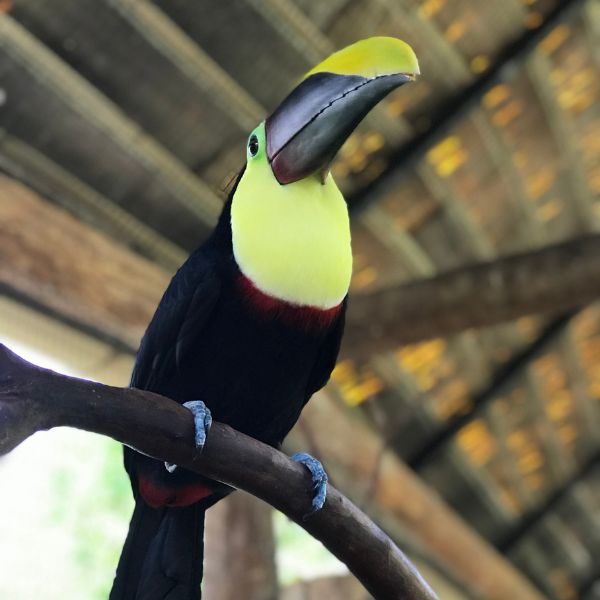
Toucan du Choco, Alajuela, Costa Rica

Le Costa Rica possède une flore et une faune exceptionnelles, puisque 6 % de la biodiversité mondiale s'y trouve (pour un pays qui ne représente que 0,03 % des surfaces émergées). 1,3 % de la faune est endémique du pays. En 2007, l'Institut national de la biodiversité considérait que 160 nouvelles espèces étaient découvertes chaque année au Costa Rica. Plus de 25 % du territoire est occupé par des parcs nationaux (26) et des réserves. Le contexte politique du pays, ainsi que son succès dans le domaine du tourisme, contribuent à préserver cette biodiversité.
Les réserves marines du Costa Rica sont le théâtre de braconnages de requins. Le documentaire « Sharkwater » montre l'intensité du trafic d'ailerons de requins. Des négociants taïwanais les achètent illégalement, pillant ainsi un des derniers sanctuaires de requins. Les importants investissements taïwanais au Costa Rica laissent supposer que le gouvernement ne fait pas de la lutte contre cette activité illégale une priorité de l'agenda de préservation de la faune et de la flore. Cependant, en 2022,le gouvernement s'est engagé à protéger les requins de ses eaux, notamment en s'engageant à lutter contre le braconnage de ces requins, et en établissant de nouvelles zones protégées, ou en agrandissant les zones existantes.
Cette diversité exceptionnelle est due à l'emplacement géographique du Costa Rica, entre Amérique du Nord et Amérique du Sud, ce qui est propice aux mouvements d'animaux. Les influences océaniques de l'océan Pacifique et de la mer des Caraïbes, ayant chacun un climat particulier, jouent également un rôle. De manière générale, on peut distinguer trois aires climatiques : la côte caraïbe, humide et semi-marécageuse, la côte pacifique, plus sèche, et la zone centrale, au relief élevé, dont la végétation est sèche. Grâce à l'abondance des précipitations lors de la saison des pluies, le pays est arrosé de milliers de cascades. Celles-ci attirent une faune singulière : grenouilles, colibris ou encore papillons, dont le majestueux Morpho aux ailes bleu électrique.

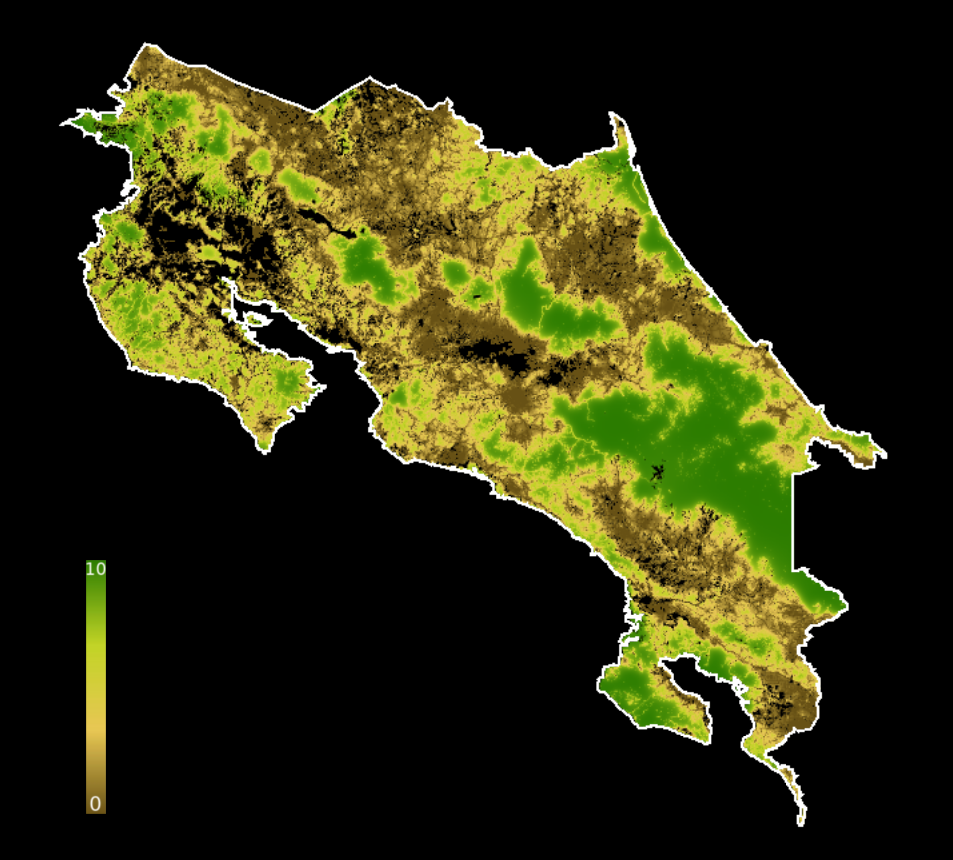
En 2019, le Costa Rica avait un score moyen de l'indice d'intégrité du paysage forestier de 4,65, le classant sur 172 pays.

Le Costa Rica se classe parmi les 14 nations à avoir placé plus de 23 % de leur territoire sous protection (25,6 % de parc nationaux ou réserves écologiques). Ce pays a presque réussi à stopper la déforestation (75 % du territoire était recouvert de forêt en 1950, 26 % en 1985, remonté à 50 % de nos jours) bien qu'il existe encore parfois des actions de déforestation illégales sévissant de manière épisodique au cours de l'année, au sein même de réserves naturelles protégées,. C'est le premier pays au monde à avoir lancé un plan de décarbonisation (zéro émissions de carbone à horizon 2050).
- les invertébrés, comme dans toutes les zones tropicales, sont abondants, en particulier les insectes (au moins 7 000 espèces de papillons). Les araignées et crabes sont également bien représentés ;
- les poissons (130 espèces) eux aussi typiquement tropicaux. On trouve de plus grandes espèces et des récifs sur la côte pacifique ;
- les reptiles (environ 220 espèces) sont représentés par les tortues de mer, qui sont l'un des symboles nationaux, et qui viennent pondre sur les plages. L'on trouve également des lézards de toutes sortes, des geckos, des iguanes et des caïmans (le Crocodile américain (Crocodylus acutus) est également observable, mais plus rare). Sur les 130 espèces de serpents, 17 sont dangereusement venimeux, dont le Fer de lance, le serpent corail et une espèce de serpent marin du genre Pelamis ;
- les amphibiens sont surtout représentés par 150 à 160 espèces de grenouilles et crapauds, dont des dendrobates venimeuses, et une espèce, le crapaud doré (Bufo periglenes), endémique et peut-être disparue ;
- les mammifères proviennent à la fois des espaces néarctique et néotropical (Amérique du Nord et Amérique du Sud) : par exemple, le coyote, les sconses ou les cerfs de Virginie, typiques du Sud des États-Unis tandis que les coatis, les singes (quatre espèces : le Sapajou capucin, le Singe hurleur à manteau, le Singe-araignée aux mains noires, le Saïmiri commun), les tapirs et les tatous se retrouvent plus au sud ;
- les oiseaux, enfin, sont exceptionnellement représentés : 903 espèces[54], dont 7 endémiques. Les espèces varient beaucoup en fonction du milieu (côtes, montagnes, villes...) et de la zone géographique. L'oiseau national du Costa Rica est le Merle fauve, localement Yigüirro, (Turdus grayi).

### Répartition spatiale des hommes et des activités

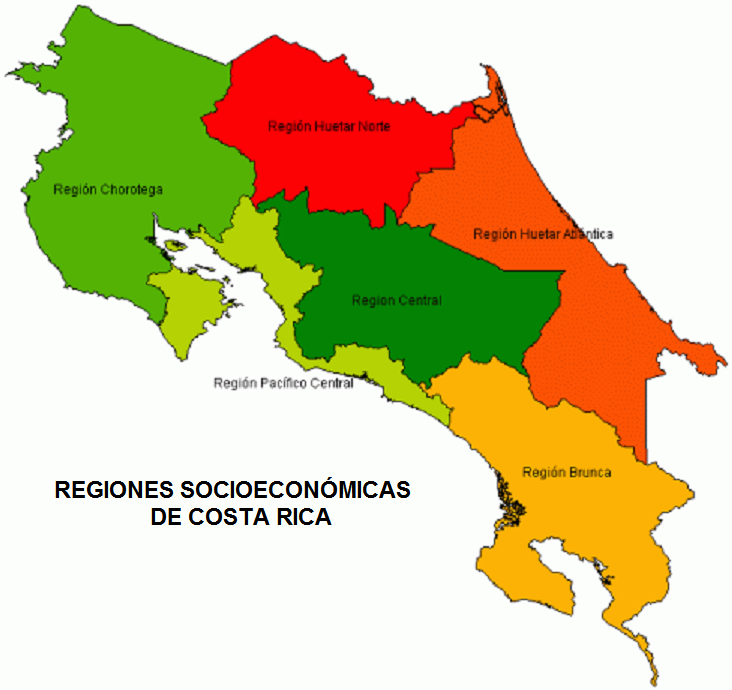
Régions socio-économiques du Costa Rica.

Le Costa Rica a défini six régions socio-économiques, ou régions fonctionnelles, déterminées par le décret exécutif no 7944 du 26 janvier 1978, en liaison avec la planification économique : le Brunca, le Centre, le Chorotega, le Huetar nord, le Pacifique central, le Huetar atlantique. La constitution en régions des provinces de Heredia et de Cartago a été en discussion.

### Axes de communication et transports
Les routes du Costa Rica sont en général viables, mais souvent en mauvaise condition en raison de manque de moyens financiers notamment. Les intempéries et le manque de compétences au niveau des infrastructures rendent les routes costariciennes parfois hasardeuses. Somme toute, on s'habitue rapidement à manœuvrer en tenant compte des nids-de-poule, des routes non pavées et des routes se rétrécissant à une seule voie. Les routes principales sont généralement bien entretenues ; les routes secondaires et tertiaires, quant à elles, sont souvent négligées. La signalisation est déficiente en dehors de la capitale San José. À noter qu'un choix important s'offre à vous pour le transport : le taxi, l'autobus, la location de voiture, les transports en groupe (ou shuttles) et les vols intérieurs.
Le Costa Rica dispose d'aéroports, dont quatre sont internationaux. Deux desservent San José : l'aéroport international Juan-Santamaría de San José (le principal, situé à Alajuela) et l'aéroport Tobías-Bolaños de San José (à Heredia). L'aéroport Daniel-Oduber-Quirós de Liberia, près de Liberia dans la province de Guanacaste, au nord-ouest du pays, est fréquenté notamment par des touristes séjournant sur la côte du Costa Rica longeant l'océan Pacifique. L'aéroport de Limón, près de Puerto Limón dans la province de Limón, dessert le littoral de la mer des Caraïbes, mais propose actuellement (fin 2016) relativement peu de vols.

## Politique et administration

### Appartenance à des organisations internationales
Depuis 2013, le Costa Rica est membre observateur de l'Organisation internationale de la francophonie.
Le Costa Rica est membre du Système d'intégration centre-américain, qu'il a présidé en 2013.
En avril 2015, l'OCDE a débuté le processus d'intégration du Costa Rica en tant qu'État membre.

### Le problème de la corruption
La vie politique costaricienne est fortement marquée par la corruption. En 2021, six maires, dont celui de la capitale San José, ont été arrêtés. Le gouvernement et des partis d'opposition ont été éclaboussés par des affaires. Certaines ont aussi mis en évidence la pénétration des milieux politiques par des groupes de narcotrafiquants.
Selon l'indice de perception de la corruption de l'ONG Transparency International, le Costa Rica est classé 39e sur 180 pays en 2021.

### Organisation des pouvoirs
La structure politique du Costa Rica est établie par la Constitution politique du 7 novembre 1949 (C°), qui organise un État unitaire décentralisé en sept provinces et un régime présidentiel.

#### Pouvoir exécutif
Le président de la République et les ministres du gouvernement qu’il a nommés exercent le pouvoir exécutif (C°, art. 130, 133 et 135). Le chef de l'État préside le conseil du gouvernement (C°, art. 147). Le président de la République et ses deux vice-présidents sont élus au suffrage universel direct et secret pour une durée de 4 ans (C°, art. 134).
Le président de la République nomme et révoque librement les ministres, représente la Nation, exerce le commandement suprême de la force publique, présente chaque année à l'Assemblée législative un discours sur l'état de la Nation, et communique à l'Assemblée législative les motifs de son voyage s’il compte quitter le pays (C°, art. 139).
Le gouvernement est compétent (C°, art. 140), notamment, pour nommer et révoquer librement les membres de la force publique et les fonctionnaires qui exercent des fonctions de confiance ; pour sanctionner, promulguer et faire exécuter les lois ; pour prendre l'initiative de projets de loi et exercer le droit de veto ; pour maintenir l'ordre et la tranquillité de la Nation ; pour signer les traités internationaux et les promulguer une fois approuvés par l'Assemblée législative ; pour diriger les relations internationales du pays ; pour envoyer au parlement le projet de loi de budget national.
Depuis le 8 mai 2022, la présidence de la République est occupée par Rodrigo Chaves Robles. Ses deux vice-présidents sont Stephan Brunner (jusqu'à sa démission le 30 juillet 2025) et Mary Munive.

#### Pouvoir législatif
L'Assemblée législative est le parlement monocaméral du Costa Rica (C°, art. 105). Elle est composée de 57 députés chargés d'approuver, de réformer ou d'abroger les lois (C°, art. 106 et 121). Les députés sont élus au suffrage universel, direct et secret dans les provinces, pour une durée de 4 ans (C°, art. 107).

#### Pouvoir judiciaire
Le pouvoir judiciaire est exercé par la Cour suprême de justice et par les autres tribunaux que la loi établit (C°, art. 152). Il lui revient de connaître des affaires civiles, pénales, commerciales, contentieuses-administratives, du travail, ainsi que des autres que la loi établit (C°, art. 153).
La Cour suprême de justice est composée de 22 magistrats élus par l'Assemblée législative à la majorité de deux tiers de ses membres, pour une durée de 8 ans (C°, art. 158).

#### Pouvoir électoral
Le Tribunal Suprême Électoral (TSE) est seul compétent pour organiser, diriger et surveiller les échéances électorales : il est indépendant et tous les autres organes électoraux dépendent de lui (C°, art. 99).
Les élections générales (président et députés) et municipales se tiennent tous les quatre ans.
Le TSE doit être consulté sur tout projet de loi électorale et son avis ne peut être contourné qu’avec un vote des deux tiers des membres de l'Assemblée législative (C°, art. 97).
Les partis politiques participent à l’expression de la volonté populaire ; ils peuvent se créer librement dans le respect de la Constitution et des lois et leur organisation interne doit être démocratique (C°, art. 98).

### Découpage territorial

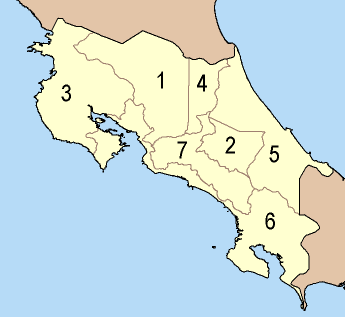
Subdivisions du Costa Rica.

Le Costa Rica est partagé en sept provinces, divisées elles-mêmes en 81 cantons, eux-mêmes divisés en 470 districts (C°, art. 168) :
1. Alajuela ;
2. Cartago ;
3. Guanacaste ;
4. Heredia ;
5. Limón ;
6. Puntarenas ;
7. San José (capitale).

## Économie

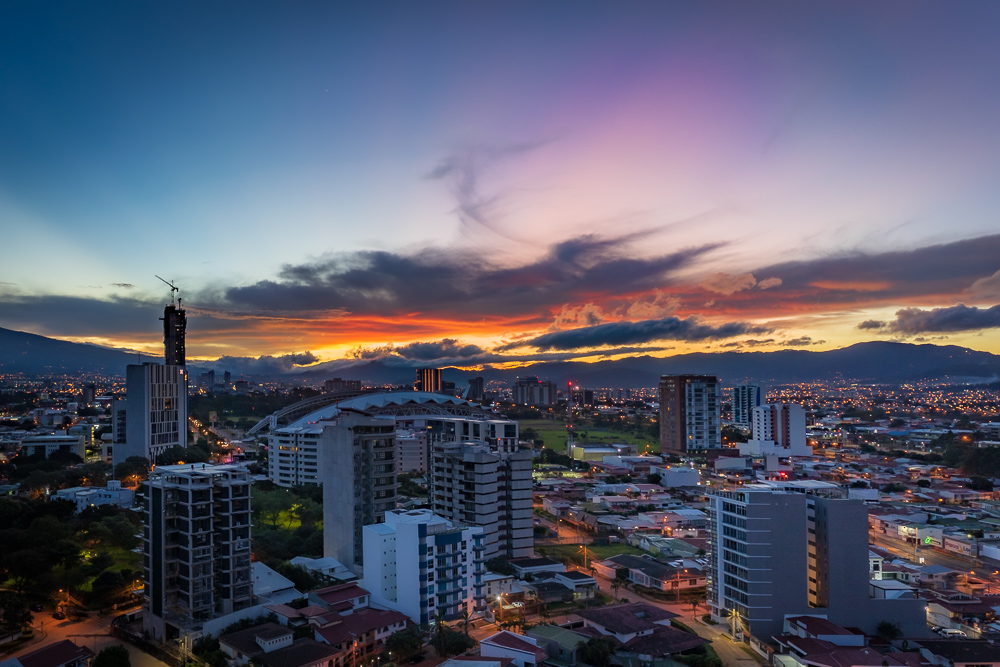
San José, la capitale et le principal centre économique du pays.

L'économie du Costa Rica est dépendante du tourisme (deux millions de visiteurs par an), de l'agriculture et de son industrie de techniques de pointe, en particulier pour ses exportations.
La situation géographique du Costa Rica dans l'isthme centre-américain lui facilite l'accès au marché nord-américain, puisque se trouvant sur le même fuseau horaire que Dallas et Chicago aux États-Unis. Il possède un accès maritime direct à l'Europe et à l'Asie.
Actuellement, les revenus du pays proviennent essentiellement des exportations de produits agricoles traditionnels, tels que la banane, le café, le sucre, le cacao et l'ananas.
Le Costa Rica produit un café de haute qualité qui est essentiellement exporté vers les États-Unis. Il fait partie des quinze plus grands producteurs mondiaux de café, grâce à une récolte de café en hausse d'environ 10 % entre 2011 et 2016, ce qui en fait le troisième cultivateur de café d'Amérique centrale derrière le Honduras et le Nicaragua.
Cependant, les revenus proviennent également de produits non traditionnels tels que les fleurs, ou encore les mini végétaux. Le secteur des services s'est fortement développé durant ces dernières années, ce qui a permis de créer 10 000 emplois.
Le tourisme est le secteur doté de la meilleure croissance, et depuis le début des années 2000 il rapporte plus de devises que n'importe lequel des principaux produits agricoles d'exportations. Grâce aux hauts niveaux d'éducation de ses habitants et à des politiques adéquates pour attirer les entreprises, le pays a commencé au milieu des années 1990 à produire des matériaux et des produits technologiques et de micro technologie. Ainsi, depuis 1997 et avec l'entrée de l'entreprise Intel, le pays a fortement accru ses revenus. Le Costa Rica est le pays préféré de beaucoup de multinationales pour installer leurs entreprises de services, parmi lesquels Procter & Gamble, Coca-Cola, Intel, Hewlett-Packard, Concentrix (Synnex), Sykes, Sony, DHL, Amazon, GlaxoSmithKline, Emerson Electric, Pfizer, AstraZeneca, Western Union, Baxter, IBM, Oracle, Walmart, Cargill, Bacardi et Dole Food Company.
En 2006, l'usine de fabrication de microprocesseur Intel fut responsable de 20 % du total des exportations et représente 4,9 % du PIB du pays. L'économie a cru de 8,8 % en 2006, de 6,8 % en 2007, et de 3 % en 2008. Au premier semestre de 2009, le PIB par glissement annuel est de 3,5 %. Le taux d'inflation costaricien est le sixième plus élevé de la région.
En 2010, selon l'indice d'inégalité des genres, le Costa Rica est le pays le plus égalitaire d'Amérique latine. Le PNUD a mis en évidence la même année que le Costa Rica est l'un des quelques pays à avoir atteint un développement humain beaucoup plus élevé que les autres pays de développement économique similaire. Pour l'année 2013, son indice de développement humain était au septième rang des pays latino-américains et au deuxième rang en Amérique centrale. Cependant les inégalités de revenu sont en augmentation sur la période 2017-2022 selon un rapport de la Banque mondiale.
L'économie émerge de la récession en 1997 et montre depuis une croissance supérieure à 4,3 % dans les années 2000. Elle reste néanmoins fragile, avec une dette publique de 50 % du PIB en 2014, et ne profite pas à tous avec un chômage en progression (14,5 % en 2022) et surtout 23 % de la population vivant sous le seuil de pauvreté (2022). La dette publique grimpe à 70 % du PIB en 2022, la plus importante d’Amérique latine.
En 2024, le Costa Rica est classé en 70e position pour l'indice mondial de l'innovation.

### Principaux secteurs d'activité

#### Tourisme

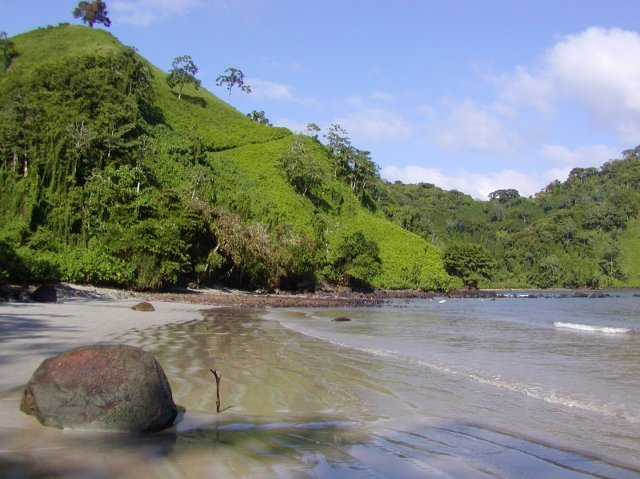
L'île Cocos, elle est classée au patrimoine mondial de l'UNESCO.

Le tourisme est la principale source de revenu. Sous l'impulsion du président de la République (Óscar Arias Sánchez), qui a déclaré « la paix à la nature », le Costa Rica est devenu pionnier de l'écotourisme. Le Costa Rica a été déclaré « champion de la Terre » par l’ONU pour ses actions décisives en faveur de la lutte contre le réchauffement climatique.
L'écotourisme est extrêmement populaire auprès des touristes étrangers visitant les grands parcs nationaux et zones protégées qui existent à travers le pays. Le Costa Rica a été un pionnier de l'écotourisme et est reconnu comme l'une des seules destinations internationales à proposer l'écotourisme. De nombreuses personnes vont au Costa Rica pour des projets écologiques par exemple des sauvetages de tortues. Dans le classement de l'indice de compétitivité dans le tourisme en 2011, le Costa Rica est à la 44e place, soit le deuxième pays parmi les pays d'Amérique latine après le Mexique. Les avantages concurrentiels pour développer des projets touristiques sont dans le domaine des ressources humaines, culturelles et naturelles, dans laquelle le Costa Rica est classé 33e au monde et se classe à la sixième place en Amérique latine. Le rapport TTCI 2011 note également que les principales faiblesses du secteur du tourisme du Costa Rica sont : son petit nombre de sites culturels (classé 104), le temps requis pour ouvrir une entreprise ou un commerce (classé 125), l'état de l'infrastructure du transport terrestre (classé 111) et la mauvaise qualité des infrastructures portuaires (classé 132).
La majorité des visiteurs étrangers proviennent des États-Unis (39 %), du Canada (7 %) et des pays de l'Union européenne (16 %), ce qui permet de percevoir environ 1 000 $ en moyenne par touriste. En 2005, le tourisme a contribué à hauteur de 8,1 % du PIB et représente 13,3 % des emplois directs et indirects. Depuis le début des années 2000, le tourisme génère plus de revenus que l'ensemble des exportations de banane et de café.
Le Costa Rica est inscrit en 2009 sur la liste des paradis fiscaux émise par l'OCDE.

#### Agriculture
Le Costa Rica est considéré par plusieurs sources comme étant le pays utilisant le plus de pesticides par hectare. L’utilisation actuelle est estimée à 18,2 kg par hectare. Les États-Unis en utilisent approximativement 2,5 kg par hectare. Le Costa Rica compte actuellement 8 000 hectares consacrés à la culture sans produits chimiques[précision nécessaire] et plus de 3 000 produits certifiés, tant dans le commerce national que dans le commerce international.
La production agricole comprend la floriculture, avec notamment la production de fougères (exportée mondialement), de roses, de fleurs tropicales, de feuillages. Elle comprend également des fruits tropicaux dont la banane et l'ananas, les agrumes, le tabac, le sucre de canne, l'huile de palme, le riz, le cacao, le café.
Les principales zones de plantation de produits biologiques se situent en Talamanca, Zarcero, et Carthage entre autres. On produit des fruits, des racines tropicales, des légumes et des produits d'origine animale. Ces produits sont exportés en Europe, aux États-Unis, au Canada, en Australie et au Japon ; et, dans quelques pays d'Amérique latine : la banane, l'ananas, le café, le jus d'orange et le cacao.
Selon les données de PROCOMER en 2009, plus de 36 000 tonnes de produits ont été exportées pour une valeur de 26 millions de dollars. Le tabac des cigares El Septimo se trouve au Costa Rica, dans des plantations de plus de 3 000 mètres d'altitude, près de San Jose.
Un Costaricien sur sept travaille dans le secteur agricole. Les exportations de produits agricoles représentent 8 % du PIB du pays. L'agriculture familiale est cependant en recul, en raison de l'exode rural et de la tertiarisation de l'économie, qui pousse les jeunes à chercher du travail en ville, ce qui complique la reprise des exploitations agricoles familiales.
Le documentaire « Hold Up » sur la banane diffusé en France en 2016 (France 5) est consacré à la production de bananes au Costa Rica par la société Del Monte Foods, et y démontre l'usage de produits chimiques interdits en Europe, une situation sociale et sanitaire des employés absolument désastreuse : travail 6 jours sur 7, 12 h par jour, pour 250 $ par mois, aucune prise en charge de l'exposition permanente aux produits phytosanitaires. Dans ces conditions, chaque coupeur de bananes est amené à récolter 200 à 300 régimes de bananes par jour, soit environ 6 000 tonnes par an. La corruption est également pointée du doigt : sanctions et violences contre le syndicalisme, députés actionnaires qui protègent la production de toute intervention législative. Cette réalité est symptomatique de la « banane dollar » : la banane produite en Amérique latine à très faible coût pour être vendue au plus bas prix en Europe et aux États-Unis, tout en générant d'énormes profits.

#### Industrie de pointe
En 2014, le Costa Rica est le premier exportateur d'Amérique latine dans le secteur des industries de techniques de pointe, avec plus de 5,9 milliards de dollars d'exportations en 2013, soit 40 % des exportations industrielles du pays. Depuis l'installation en 1997 d'usines Intel dans le canton de Belén, de nombreuses multinationales étrangères se sont implantées dans le pays.

## Population et société

### Démographie

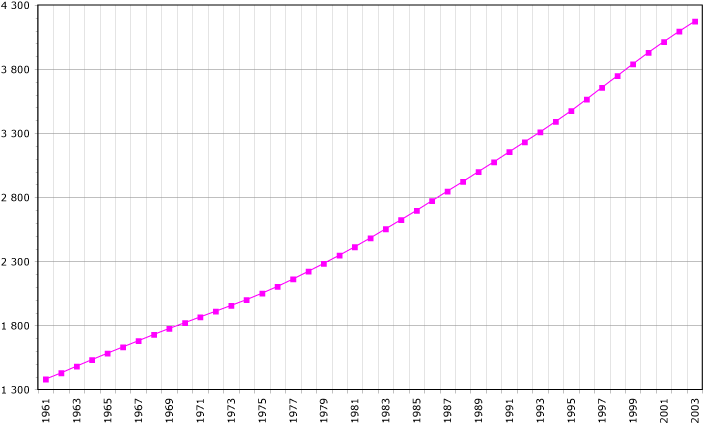
Évolution de la démographie entre 1961 et 2003 (chiffre de la FAO, 2005). Population en milliers d'habitants.

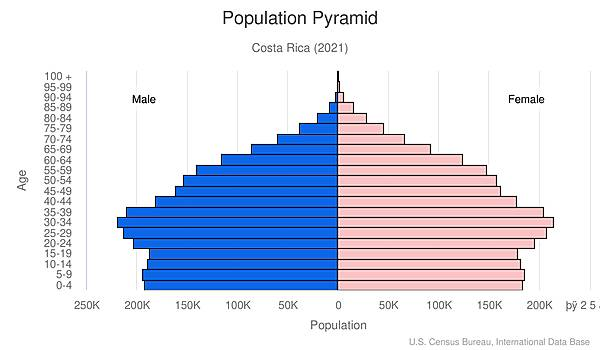
Pyramide des âges du Costa Rica en 2021.

Au dernier recensement de la population de 2014, le Costa Rica comptait 4,9 millions d'habitants.
| Année du recensement | Population totale | Évolution annuelle |
| -------------------- | ----------------- | ------------------ |
| 1950                 | 800 875           |                    |
| 1963                 | 1 336 274         | + 5,1 %            |
| 1973                 | 1 871 780         | + 4,0 %            |
| 1984                 | 2 416 809         | + 2,6 %            |
| 2000                 | 3 810 179         | + 3,6 %            |
| 2011                 | 4 301 712         | + 1,2 %            |
| 2014                 | 4 937 755         | + 1,2 %            |
| 2022                 | 5 213 362         | + 0.7 %            |

En juin 2017, le Costa Rica était peuplé de 4 947 490 habitants et constituait ainsi le 120e pays le plus peuplé du monde et le cinquième des sept pays d'Amérique centrale, devant le Panama et le Belize.

### Ethnographie
La population résulte d'un mélange entre les indigènes qui ont habité le pays, les Espagnols, les Juifs convertis et les descendants d'Africains réduits en esclavage qui sont arrivés durant la période de colonisation. D'après les données récoltées par le recensement de 2011, réalisé par l'Institut national des statistiques et recensement, la population s'identifie à 83,63 % comme Blancs, 6,72 % comme Métis, 2,42 % comme Amérindiens, 1,05 % comme Africains, 0,21 % comme Chinois et 5,95 % autres ou non spécifiés.
De plus, il y a eu une influence dans une moindre mesure d'immigrants italiens, jamaïcains et chinois arrivés sur le territoire pour la construction du chemin de fer de l'Atlantique. De la même manière, il y a eu une petite immigration de juifs ashkénazes originaires de Pologne après la Seconde Guerre mondiale.
Les groupes migratoires proviennent du Nicaragua, arrivés en 1927. Le pic le plus important a été constaté entre 1995 et 2000 du fait des conflits politiques, sociaux et économiques du Nicaragua.

### Religions
| Religion           | Pourcentage |
| ------------------ | ----------- |
| Catholicisme       | 62 %        |
| Protestantisme     | 25 %        |
| Sans religion      | 9 %         |
| Autres confessions | 4 %         |

Le Costa Rica est un pays d'immigration très diverse : européenne, asiatique et d'autres pays d'Amérique latine, et ce depuis plusieurs décennies. De ce fait, cela entraîne une grande diversité culturelle et religieuse.
La religion officielle du pays est le catholicisme, pratiqué par 76,3 % de la population. Le reste de la population est composé de chrétiens évangéliques (13,7 %), Témoins de Jéhovah (1,3 %), divers protestants (0,7 %) ainsi que d'autres cultes parmi lesquels des réminiscences indigènes (4,8 %).
Bien que la religion catholique soit majoritaire, seulement 46 % des Costariciens sont catholiques pratiquants, un chiffre similaire à celui des pays développés, selon la dernière enquête de l'université du Costa Rica réalisée en 2012. C'est l'un des pourcentages les plus faibles d'Amérique latine.

### Langues
La langue officielle du Costa Rica est l'espagnol, qui est la langue maternelle de 90 % de la population. Environ 15 % de la population possède des connaissances de l'anglais, ou sont locuteurs en seconde langue, surtout chez les plus jeunes. La province de Limón, qui comprend toute la côte est, a un petit groupe d'anglophones natifs. L'utilisation de l'anglais est en constante progression, vu que c'est la langue prépondérante pour le tourisme, ou pour migrer vers l'Amérique du Nord (Canada, et surtout États-Unis).[réf. nécessaire]

## Criminalité
La criminalité augmente fortement au Costa Rica. Entre 2015 et 2025, le taux d'homicides a grimpé de 8,6 a 12,6 pour 100 000 habitants, ce qui constitue une hausse de 47 % en dix ans. En 2023 et en 2024, le taux d’homicides a même atteint 17 pour 100 000 habitants.
Cette hausse des homicides est liée au développement de groupes narcotrafiquants qui se livrent une guerre pour le contrôle de territoires. Le Costa Rica est devenu un centre logistique de la cocaïne où les bandes criminelles locales se sont alliées avec des acteurs internationaux, qui vont des cartels mexicains et colombiens jusqu’aux mafias européennes. Outre la drogue, ces organisations s’adonnent aussi à l’exploitation sexuelle et au trafic d’espèces et de bois précieux.
Leur développement a été favorisé par les faibles moyens dont disposent les forces de police, le manque de coopération internationale contre le trafic, ainsi que par la signatures d'accords commerciaux avec des paradis fiscaux, ce qui permet de créer facilement, depuis le Costa Rica, une société anonyme au Panama ou aux îles Caïmans, et facilite ainsi le blanchiment d'argent.

## Culture
| Date         | Nom français                             | Nom local                                  | Remarques |
| ------------ | ---------------------------------------- | ------------------------------------------ | --------- |
| 1er janvier  | Nouvel An                                | Año Nuevo                                  |           |
| 11 avril     | jour de Juan Santamaría (héros national) | Día de Juan Santamaría                     |           |
|              | Jeudi et vendredi saints                 |                                            | Pâques    |
| 1er mai      | Fête du Travail                          | Día del trabajador                         |           |
| 25 juillet   | Annexion de Nicoya                       | Anexión del Partido de Nicoya a Costa Rica |           |
| 2 août       | jour de Notre-Dame des Anges             | Día de la Virgen de los Ángeles            |           |
| 15 août      | Assomption et fête des mères             | Día de la Madre                            |           |
| 15 septembre | Fête de l'Indépendance                   | Día de la Independencia                    |           |
| 12 octobre   | Journée de la diversité culturelle       | Día del encuentro de las Culturas          |           |
| 1er décembre | Abolition de l'armée                     | Abolicion del ejercito                     |           |
| 25 décembre  | Noël                                     | Navidad                                    |           |